# Kirkjubæjarklaustur

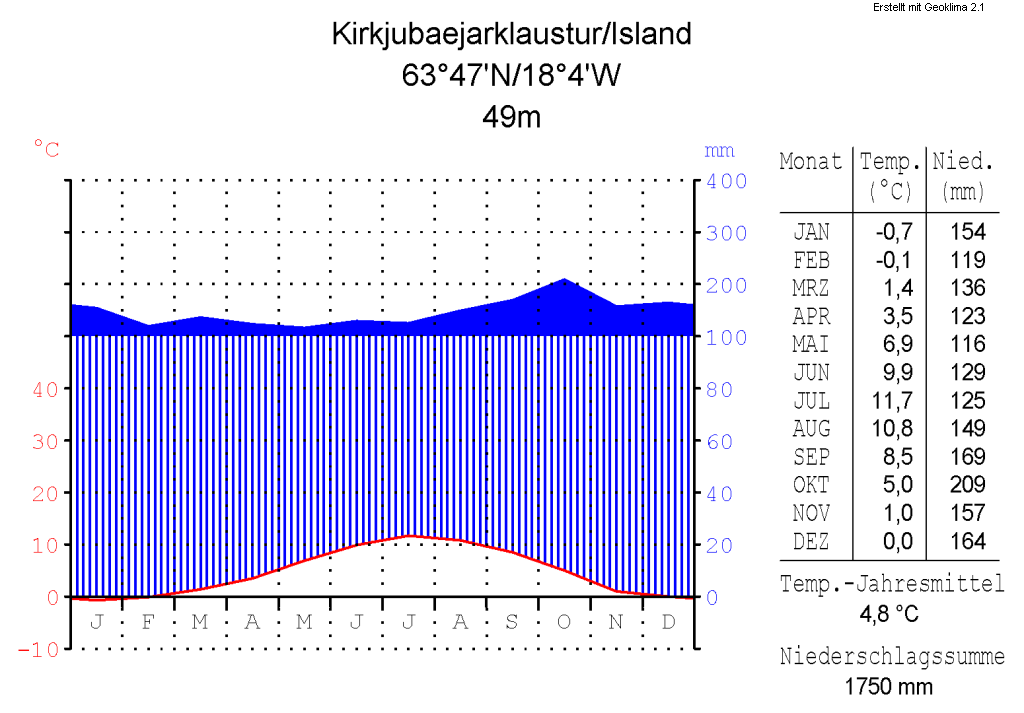
Klimadiagramm von Kirkjubaejarklaustur

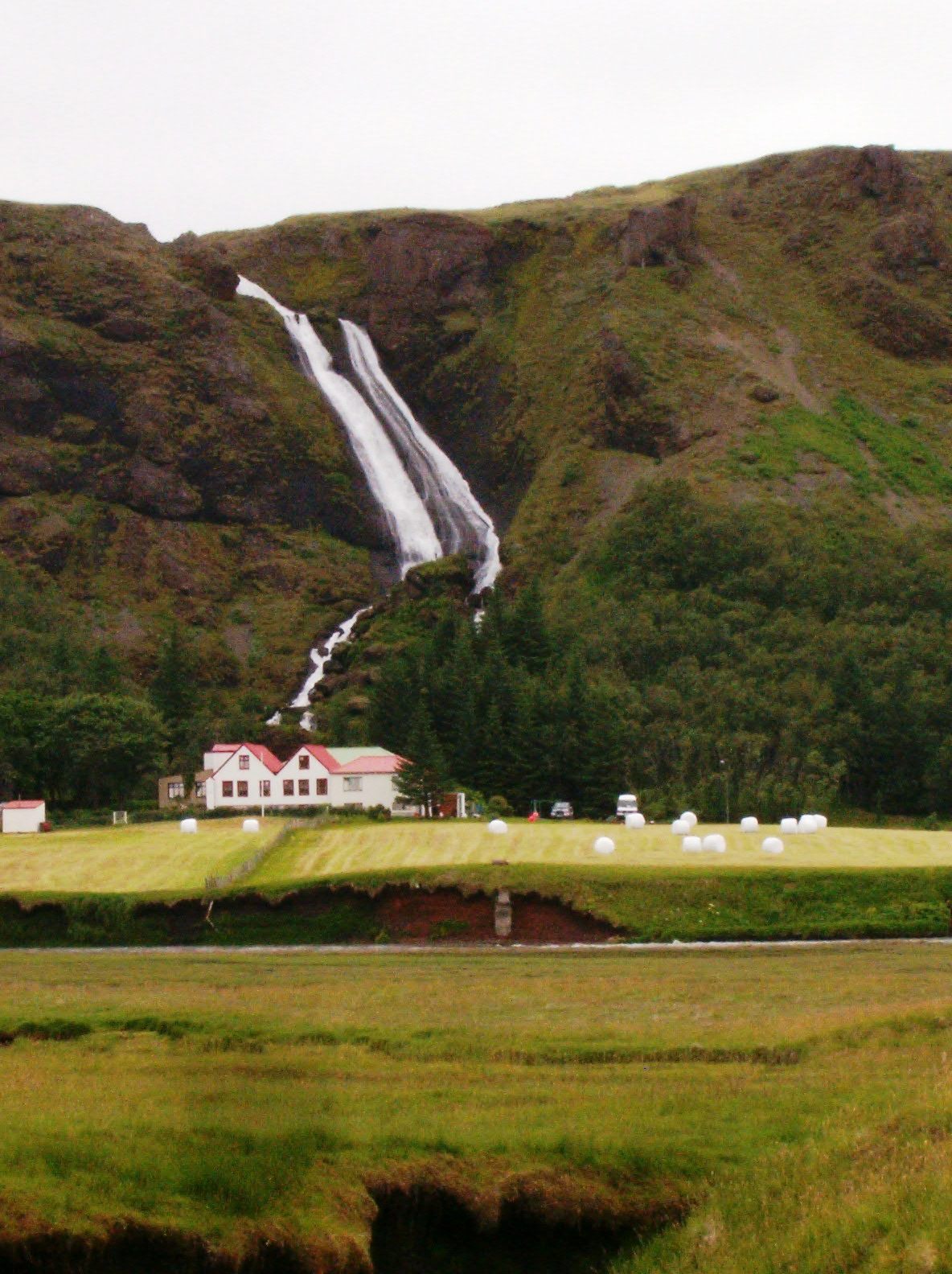
Wasserfall Systrafoss

Kirkjubæjarklaustur [ˈcʰɪr̥cʏˌpaiˑjarˌkʰlœystʏr] ist ein Ort der Gemeinde Skaftárhreppur im Süden von  Island mit  210 Einwohnern (Stand 1. Januar 2023).

## Geografie
Kirkjubæjarklaustur liegt zwischen Vík í Mýrdal und Höfn unterhalb des Systravatn mit dessen Wasserfall Systrafoss am Gletscherfluss Skaftá.
Etwa 8 km westlich des Ortes ist der Canyon Fjaðrárgljúfur.

## Geschichte
Der Ort hat eine lange Geschichte.
Angeblich lebten hier schon vor der Landnahmezeit Mönche aus Irland.
Ab 1186 existierte bis 1550 ein bekanntes Nonnenkloster, auf das sich auch die Namen des Wasserfalls (Systrafoss) und des oberhalb  Sees Systravatn (isländisch für „See der (Kloster-)Schwestern“) beziehen.
Sagen erzählen von im See verborgenen Goldschätzen und ihren Gefahren.
Kirkjubæjarklaustur wird umgangssprachlich meist „Klaustur“ genannt, was so viel heißt wie Kloster.

### Feuerpredigt Jón Steingrímssons

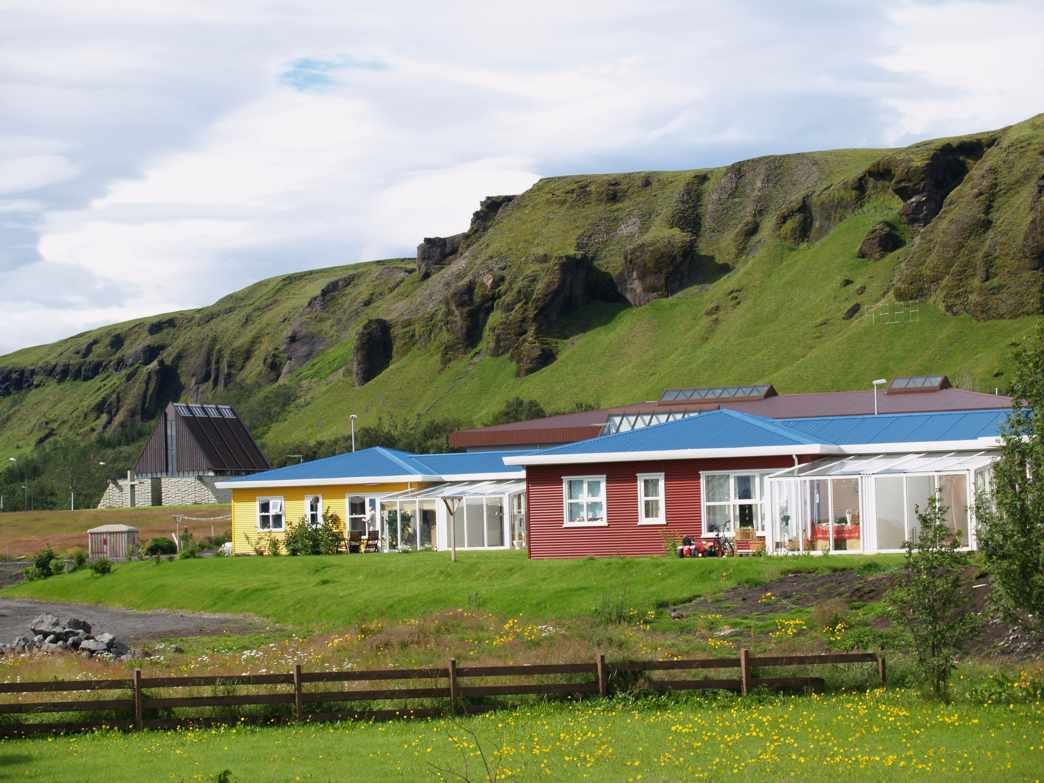
Kirkjubæjarklaustur mit der Jón-Steingrímsson-Gedenkkapelle

Als am 20. Juli 1783 die Laki-Krater aktiv wurden, hielt der Pfarrer Jón Steingrímsson eine seiner berühmten „Feuerpredigten“, denen noch weitere folgten.
Diese sollen bewirkt haben, dass die Lava den Ort verschonte und stattdessen ihren Weg durch das Flussbett der Skaftá nahm.
An diese Ereignisse erinnert die 1974 geweihte Kapelle.

## Tourismus
Heute bildet der Ort ein wichtiges Dienstleistungszentrum für die Bewohner der Umgebung wie für Touristen, die auf der Ringstraße  oder ins Inland unterwegs sind.
Der Ort ist günstig gelegen, um etwa die vulkanisch geprägten Gegenden der Laki-Krater oder der Eldgjá zu erkunden.
Man kann von hier auch in den etwa 45 km entfernten Skaftafell-Nationalpark hinüberfahren, um dort Bergwanderungen zu unternehmen.
Weiter entfernt liegt der Breiðamerkursandur mit seinen Gletscherseen wie das Jökulsárlón.

## Kirkjugólf

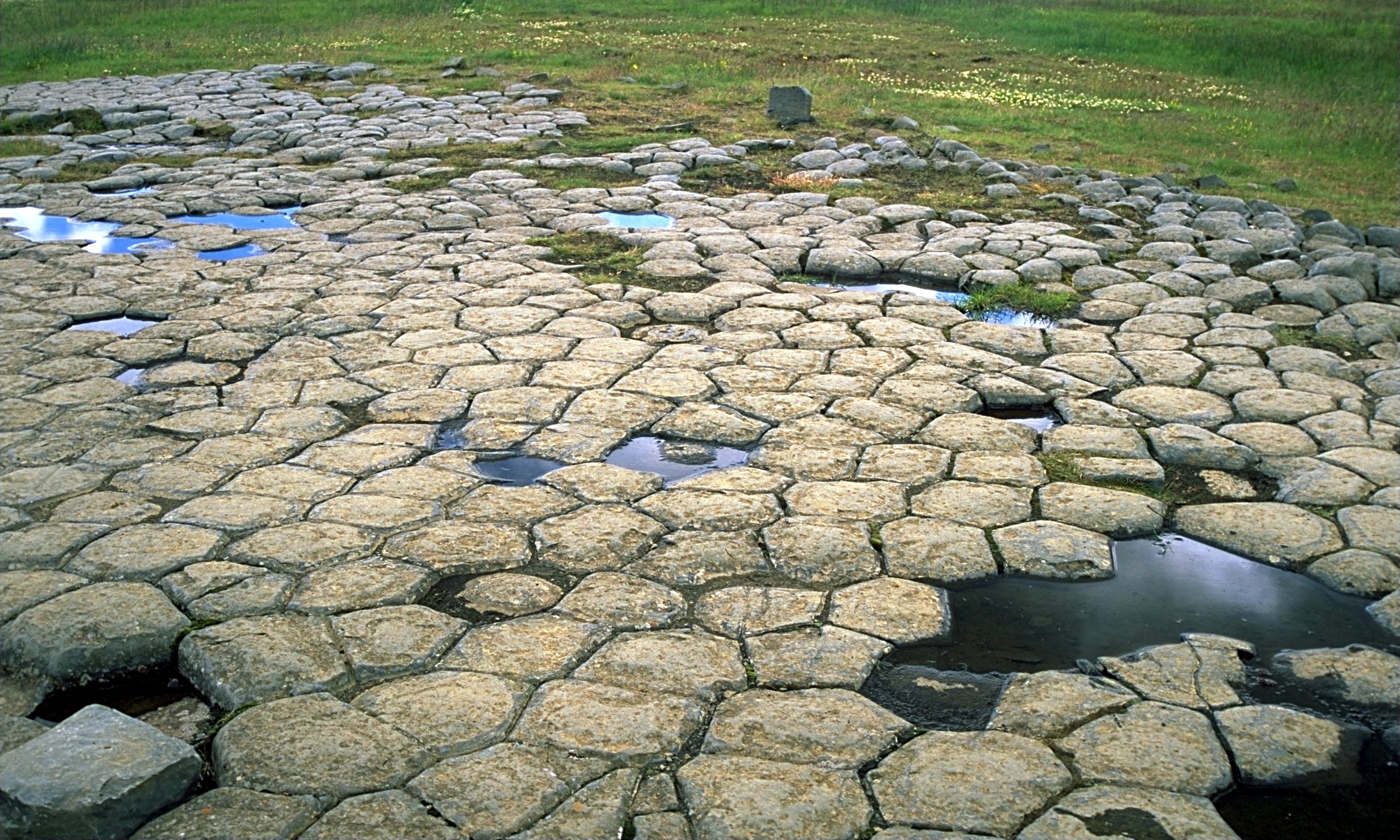
Kirkjugólf

Sehenswert im Ort ist auch Kirkjugólf, das so genannte Kirchenpflaster aus Basalt. Dabei handelt es sich um sechseckige Lavasäulen, die durch Gletscherschliff so mit dem Erdboden nivelliert sind, dass sie tatsächlich wie Pflastersteine aussehen.

## Sehenswürdigkeiten
- Kraterreihe Lakagigar
- Eldgjá, Vulkangraben
- See Systravatn mit Wasserfall Systrafoss. Vor dem See befindet sich „Gold Nugget“, ein Objekt der Land Art von YottaZetta, den isländischen Künstlerinnen Ólöf Rún Benediktsdóttir und Rán Jónsdóttir. Ein kleines Haus wurde mit goldener Farbe gestrichen. Im Inneren befindet sich ein kleines Wasserkraftwerk, das Anfang des 20. Jahrhunderts von kleinen bäuerlichen Betrieben gebaut wurde, eines von rund 200 kleinen örtlichen Anlagen. Das Kunstwerk soll an diese Kultur der lokalen Energieprojekte erinnern, die in den 1970er-Jahren von großen und leistungsstarken Wasserkraftwerken im Staatsbesitz ersetzt wurden, die große Dämme und Hochvolt-Netzwerke benötigen.[2][3][4] „Gold Nugget“ – Land Art Objekt von Ólöf Rún Benediktsdóttir und Rán Jónsdóttir

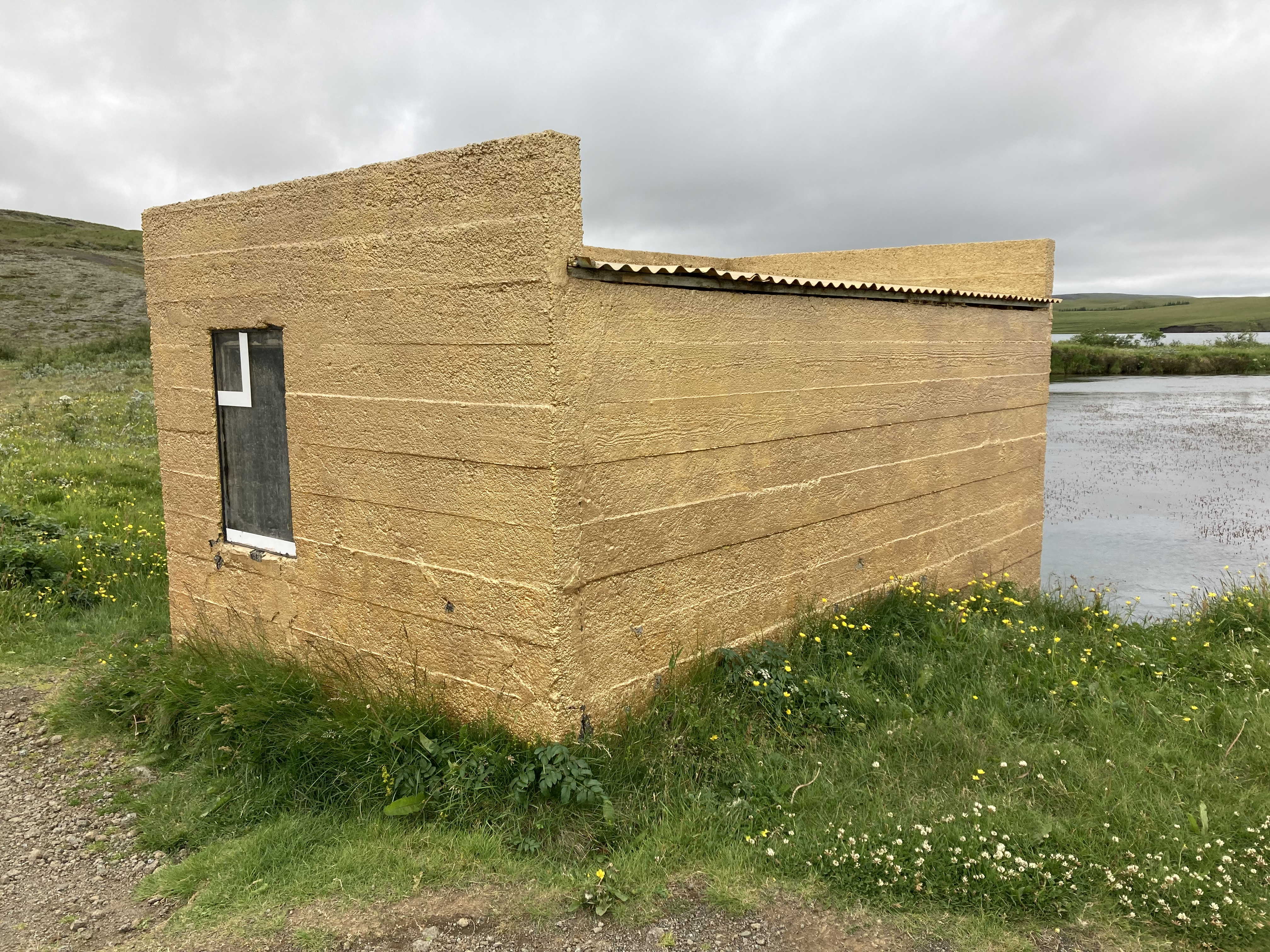
„Gold Nugget“ – Land Art Objekt von Ólöf Rún Benediktsdóttir und Rán Jónsdóttir

## Verkehr
Kirkjubæjarklaustur liegt an der Ringstraße.